# 運輸通信省
运输通信省（日语：／ Unyu tsūshin shō ?）是日本一个在第二次世界大战时期曾存在的中央官廳。

## 来歴
1943年（昭和18年）11月1日，作为战争期间全面管辖陆地和海上运输系统的组织，遞信省和铁道省合并设立。其他还抽调了内務省的港湾建設部門、商工省的倉庫関係部門、文部省的中央气象台并入新部门。
旧铁道省所管辖的国有铁道的運营、民营铁道的監督等由铁道总局负责，旧逓信省所管辖的海運行政由海運总局负责。旧遞信省的遞信事業（邮政、储蓄、保险、电报和电话）由作为外局设立的通信院负责。
1945年（昭和20年）5月19日，由于组织过于庞大，通信院分离出来作为内閣所轄的遞信院，運輸通信省改组为運輸省。

## 历代運輸通信大臣等
- 仅记载了职位空缺情况下的臨時代理，未记载海外出差等临时缺席时的代理。

| 运输通信大臣（运输通信省） |            |          |                                        |
| 1                          | 八田嘉明   | 东条内阁 | 1943年11月1日-1944年2月19日            |
| 2                          | 五岛庆太   | 东条内阁 | 1944年2月19日-1944年7月22日            |
| 3                          | 前田米蔵   | 小矶内阁 | 1944年7月22日-1945年4月7日             |
| 4                          | 丰田贞次郎 | 铃木内阁 | 1945年4月7日-1945年4月9日 兼任军需大臣 |
| 5                          | 小日山直登 | 铃木内阁 | 1945年4月9日-1945年5月19日             |